# 伊戈尔·斯米尔诺夫

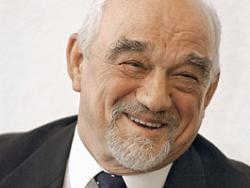
伊戈爾·斯米爾諾夫

伊戈爾·尼古拉耶維奇·斯米爾諾夫（俄语：И́горь Никола́евич Смирно́в；1941年10月23日—），德涅斯特河沿岸共和國政治家、以及德涅斯特河沿岸摩尔达维亚共和国的首任總統，前後執政德涅斯特河沿岸超过21年，直到2011年被叶夫根尼·舍夫丘克擊敗為止。

## 童年
伊戈尔·斯米尔诺夫在二战期间出生于苏联俄罗斯苏维埃联邦社会主义共和国彼得罗巴甫洛夫斯克堪察斯基。他是尼古拉·斯捷潘诺维奇·斯米尔诺夫(Nikolai Stepanovich Smirnov)的儿子。斯米尔诺夫是苏联机械公司的一名工人，齐奈达·格里戈尔·埃夫娜·斯米尔诺娃是一名记者和报纸编辑。随着党把尼古拉·斯捷潘诺维奇提升到越来越重要的职位，一家人从彼得罗巴甫洛夫斯克搬到乌克兰苏维埃社会主义共和国，红军最近驱逐了纳粹德国军队。斯米尔诺夫一家最初受益于尼古拉·斯捷潘诺维奇的成功——他担任了苏联乌克兰戈洛普里斯坦雷昂地区委员会的第一书记。然而，在1952年夏天，尼古拉·斯捷潘诺维奇因为在列昂的集体农场中供应分配不规范而被捕。 他被判在苏联强制劳改营服刑十五年，随后在国内流亡五年。作为一个人民公敌的家庭，齐奈达·格里戈里耶夫娜和她的三个儿子弗拉基米尔、奥列格和伊戈尔的生活很艰难。1953年约瑟夫·斯大林去世后，尼古拉·斯捷潘诺维奇和许多苏联囚犯一起获释。斯米尔诺夫一家在俄罗斯中部乌拉尔山脉附近团聚，尼古拉·斯捷潘诺维奇在那里指导了一所小学，齐奈达·格里戈尔·埃夫纳在当地一家共青团员报纸担任编辑。

## 职业生涯
1959年，伊戈尔·斯米尔诺夫十八岁开始在兹拉图斯冶金厂工作。然而，很快他就搬回了乌克兰，在赫尔松州的新卡霍夫卡镇上建造一座新的水电站。
斯米尔诺夫对苏联的生活表现出极大的热情，他在下班后的晚上和周末追求高等教育，并参加了一些体育和文化活动。他在1960年代初认识并嫁给了一位名叫詹妮塔·尼古拉耶夫娜·洛特尼克的年轻工程师，1963年至1966年作为少尉人在苏联军队服役。1963年，斯米尔诺夫加入了苏联共产党，回归平民生活后担任共青团员组织者。
斯米尔诺夫从军队回来后，还继续了他在1960年代初开始的函授课程，于1974年获得了扎波里日亚机器制造研究所的学位。 与此同时，他从车间一步步走上来，成为诺瓦亚·卡霍夫斯卡机器制造厂的一家商店的助理厂长。凭借大学文凭，斯米尔诺夫继续获得晋升。他很快就当上了车间主任，然后是工厂首席工业升级和新技术工程师的助理，最后是助理厂长。虽然他在1987年该职位的前任居住者退休时没有被任命为董事，但他被授予了附近摩尔达维亚苏维埃社会主义共和国蒂拉斯波尔市埃莱克特罗马什电子公司的董事职务。 这距离斯米尔诺夫担任蒂拉斯波尔市苏维埃主席领导该市市政府只有两年多一点的时间，距离他在萌芽中、未被承认的德涅斯特河沿岸摩尔达维亚苏维埃社会主义共和国担任最有权力的职位只有不到三年的时间。

## 罢工运动
随着共产主义国家在20世纪80年代末开始崩溃，苏联一些地区的人们开始要求独立的国家身份拥有主权。随着摩尔达维亚苏维埃社会主义共和国的公民就引入摩尔多瓦语作为共和国的官方语言的优点展开辩论——起初俄语是第二官方语言，后来便取消了俄语和进行“国有化”。共和国在摩尔多瓦国家独立化问题上产生了分歧。一方认为摩尔多瓦应该从莫斯科克里姆林宫中独立出来，成为民族国家，可能与罗马尼亚联合使用罗马尼亚语。另一个人认为摩尔多瓦应该继续是无产阶级国际主义和超民族主义苏联的一部分，可能是在一个后共产主义国家，但仍然是一个统一的国家。斯米尔诺夫和他的许多同事从一开始就怀疑语言法律的可能性，他们怀疑这是以牺牲“他们的国家”——苏联为代价实现共和国“国有化”的第一步。然而，1989年8月，当摩尔多瓦语将成为唯一官方语言的消息被泄露时， 斯米尔诺夫和蒂拉斯波尔的其他产业工人联合起来创建了联合工作集体委员会并且呼吁立即举行罢工，最终导致整个苏维埃社会主义共和国大部分主要工业活动(集中在德涅斯特河地区)停止。

## 从政
当1989年8月16日至9月22日的罢工运动未能在基希讷乌产生很大影响时，管制当局重新审视了它的战术。斯米尔诺夫等人把即将到来的1990年摩尔多瓦议会选举看作是通过不同手段实现变革的机会。斯米尔诺夫在1990年2月的选举中赢得了两个席位，提拉斯波尔市苏维埃(市政府)的第32个区席位和摩尔达维亚苏维埃社会主义共和国政府最高苏维埃的第125个区席位。斯米尔诺夫在苏联的城市里竞选过这个机构的主席。斯米尔诺夫以2比1的优势击败了他的挑战者、该市党委第一书记列昂尼德·楚尔坎，戏剧性地展示了共产党的力量已经减弱了多少。 从这个时候开始，蒂拉斯波尔是管制当局控制的城市。对于摩尔多瓦最高苏维埃中的伊戈尔·斯米尔诺夫来说，事情并不那么顺利。管制当局的候选人大多来自该国东部外围的德涅斯特里亚，他们在该机构的全体成员中只占一小部分——大约15%。1990年5月，这些德涅斯特最高苏维埃代表遭到支持独立的抗议者的袭击和殴打，并迅速离开遗体前往东部的家中。 由于无法影响基因丘的事态发展，这些代表采取行动建立了自己的苏维埃共和国，这个共和国将仍然是苏联的一部分，不会与摩尔多瓦其他国家脱离。许多摩尔多瓦人对这种侵犯他们主权的行为感到愤怒，苏联中央政府公开斥责分裂分子使局势恶化，推动摩尔多瓦进一步走向独立。

## 独立宣言
伊戈尔·斯米尔诺夫在1990年夏天和秋天，随着德涅斯特河沿岸政治家和活动家争取摩尔达维亚苏维埃社会主义共和国的主权，他成为了管制当局在地区一级的领导人。1990年6月，当第一届德涅斯特河沿岸代表全地区大会创建了一个独立的德涅斯特河沿岸经济地区时，斯米尔诺夫当选为一个负责推动主权前进的协调委员会主席。9月2日召开的第二次代表大会宣布德涅斯特河沿岸摩尔达维亚苏维埃社会主义共和国成立，代表们选举他担任德涅斯特河沿岸临时最高苏维埃主席。
斯米尔诺夫担任德涅斯特河沿岸最高苏维埃主席，后来又担任德涅斯特河沿岸总统，他努力为国家赢得认可。虽然这从来不是一个可能的结果，但斯米尔诺夫成功地争取到了当地驻扎的苏联红军部队的合作；随着冲突在1991年底和1992年变得越来越暴力，红军领导人和士兵，通常是来自德涅斯特河沿岸的士兵，向德涅斯特河沿岸分裂分子提供了道义支持、武器和弹药。最终一些红军战士加入了德涅斯特河沿岸军队。
1991年12月，斯米尔诺夫在德涅斯特河沿岸摩尔达维亚苏维埃社会主义共和国总统选举中击败了他的继任者、德涅斯特河沿岸最高苏维埃主席格里戈里·马拉库察。他以64%的得票率获胜。

## 战后的斯米尔诺夫

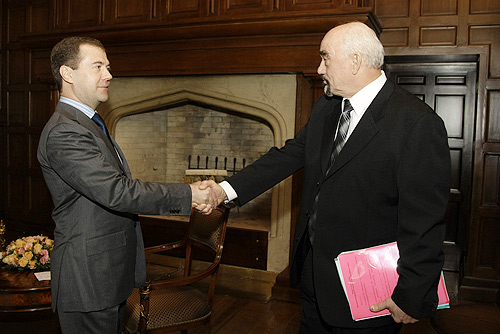
斯米尔诺夫与俄罗斯总统梅德韦杰夫于2009年2月18日在巴维克哈。

伊戈尔·斯米尔诺夫在1991年后又赢得了三次选举。1996年德涅斯特河沿岸总统选举当中，1996年12月23日，他以72%的得票率反对弗拉基米尔·马拉科夫的20%。2001年德涅斯特河沿岸总统选举，他以81.9%的得票率反对汤姆·泽诺维奇的6.7%和亚历山大·拉琴科的4.6%。2006年德涅斯特河沿岸总统选举，2006年12月10日，斯米尔诺夫以82.4%的得票率第三次连任。他的对手德涅斯特河沿岸共产党候选人安德烈·萨福诺夫只获得了8.1%的选票。反对党报纸《新报》的所有者和编辑获得3.9%的支持率，更新党作为独立候选人参选的议员彼得·托梅里获得2.1%。1.6%的人投了“以上都不是”，1.9%的选票是空白或破损的。投票率为66.1%。这些选举都没有得到国际社会的承认，国际社会不承认德涅斯特河沿岸当局的合法性，呼吁在摩尔多瓦边界内进行自治领土的民主选举。
他于2006年9月17日组织了2006年德涅斯特河沿岸独立公投，在那里，德涅斯特河沿岸的居民被问及德涅斯特河沿岸是应该重新融入摩尔多瓦(遭到拒绝)还是保持独立，还是未来加入俄罗斯联邦(获得批准)。 斯米尔诺夫更多地提到了德涅斯特河沿岸在他统治期间可能加入俄罗斯。
在2011年12月的选举中，伊戈尔·斯米尔诺夫以24.82%的得票率位居第三。他尾随最高苏维埃主席阿纳托利·卡明斯基和该机构前主席叶夫根尼·舍甫琴科。 在选举中，俄罗斯执政党统一俄罗斯的领导人表示对斯米尔诺夫缺乏信心，并支持阿纳托利·卡明斯基的竞选活动。
斯米尔诺夫已经宣布，当德涅斯特河沿岸摩尔达维亚共和国获得主权国家的国际承认时，他将退出政坛，并把这个目标称为自己毕生事业。
他的上一任副总统是亚历山大·伊万诺维奇·科罗廖夫。